# 4531 Asaro
4531 Asaro (1985 FC) là một tiểu hành tinh vành đai chính được phát hiện ngày 20 tháng 3 năm 1985 bởi Carolyn Shoemaker ở Đài thiên văn Palomar.